# Емил Бернар
Емил Бернар (на френски: Émile Bernard) е френски художник-неоимпресионист, един от теоретиците на символизма в изкуството.

## Биография
Роден е на 28 април 1868 година в Лил, Франция. През 1886 година пристига в Париж да учи живопис в арт-студиото на Фернан Кормон, където се среща с Тулуз-Лотрек и ван Гог. През същата година е изгонен от студиото за „упорство". От 1886 – 1888 година живее в Понт Авен, където се присъединява към групата на Понт Авен и става приятел на Гоген. Тук през 1887 година заедно с Луис Анкетеном развива стил на рисуване клоазонизъм, при който с различни по цвят контури се отделят формите. 
През 1890 година Емил Бернар преживява религиозна криза, след което художникът се обръща към съдържанието и сюжета на средновековното изкуство.
През 1891 година прекъсва приятелството си с Гоген и се присъединява към групата на символистите Одилон Редон и Фердинанд Ходлер.
Между 1893 и 1903 година пътешества из Египет, Италия и Испания. В тези години създава по-голяма част от символистичните и религиозните си картини.
Бернар става един от значителните майстори на групата на Понт Авен. В началото на своето творчество се увлича от примитивизма, а в края на живота си копира картини на венециански майстори, върху които развива своите художествени страсти. В същото време творчеството на Бернар оказва решаващо влияние в работите на Пикасо и неговия „син период“.
Дългогодишното приятелство на Бернар с ван Гог, Гоген и Сезан оставя ценни за художника творчески изследвания, а разговорите, хвърлят светлина върху начина на мислене и усещанията на големите майстори на живописта.
Умира на 16 април 1941 година в Париж.

## Картини
- 1888 – „Мадлен в гората на любовта“, Париж, частна колекция.
- 1893 – „Погребението на Ван Гог“, Париж, колекция на Бернар Форт.
- 1897 – „Испански художници“, Париж, колекция В.А. Регио.

- Автопортрет, 1899 г.
- Исус носи кръста, картина в църквата Сен Жозеф в Понт Авен
- Мадлен в гората на любовта
- Жътва на брега на морето, 1891 г.
- Лоенгрин (Езерото с лебедите), 1889 г.
- Венеция